# 澳門發展與合作基金會
澳門貿易與合作協會，是澳葡政府根據葡萄牙和中國政府就東方基金會問題達成的協議，於1998年成立的基金會，承接原來澳門旅遊娛樂有限公司捐贈給東方基金會的款項，於2001年被撤銷。
該基金會旨在促進文化、科學、教育、社會、慈善、學術、中葡交流和維護澳門特色的活動，職能與另一所同樣屬行政當局監督的澳門基金會類似。
2000年，葡萄牙報章揭發最後一任澳門總督韋奇立透過該基金會把款項轉移至其本人名下的區華利基金會，引起澳門社會關注。澳門特別行政區政府隨後成立獨立調查委員會，檢討政府監督的兩所基金會的角色和撥款程序。委員會建議，兩所基金會應予合併，而新的基金會也應只向在澳門註冊的團體和機構進行撥款和資助。
政府其後在2001年向立法會提交法案，以新的澳門基金會取代原澳門基金會以及該基金會，並獲立法會通過。